# Mullah
En mullah (pers./urdu مللا mullah, fra ar. mawla "mester, ven") er en islamisk lærd, som har studeret Koranen, hadith-traditionerne og den islamiske retsvidenskab (fiqh), og som anses for at være ekspert i religiøse anliggender.
En mullah forventes tillige at være hafiz, det vil sige at kunne recitere Koranen udenad, og kan på basis af sine religiøse studier og kundskaber vejlede og dømme i stridsspørgsmål.
Ordet bruges mest, hvor shia-islam er udbredt, og anvendes derfor mest om shiamulimske gejstlige. Særligt i Pakistan og Indien har ordet en videre betydning, idet det særligt i små landsbysamfund bruges om en skolelærer eller enhver anden uddannet muslim. Ordet bruges mindre hyppigt i middelhavsområdet og kun sjældent om muslimske lærde i Danmark.
Mullaher har ofte været involveret i politik, men først i nyere tid har de tiltaget sig verdslig magt i præstestyret i Iran og under Taleban-styret i Afghanistan.